# Bärnzell (Zwiesel)

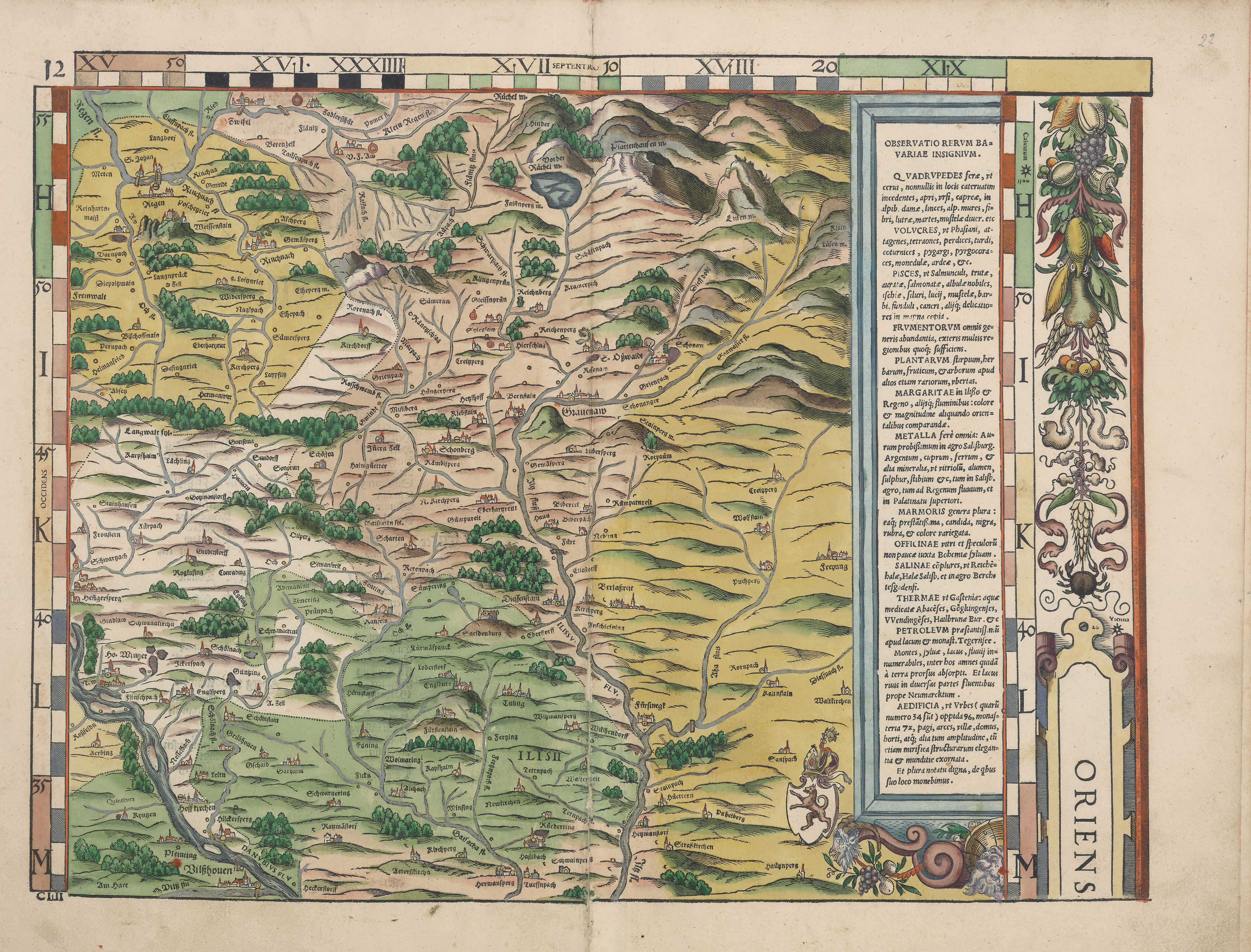
Berenzell auf der Landtafel 12 des Philipp Apian (oberer Rand links)

Bärnzell ist ein Ortsteil der Stadt Zwiesel und eine Gemarkung im niederbayerischen Landkreis Regen.

## Lage
Das Dorf Bärnzell liegt drei Kilometer südlich vom Stadtplatz Zwiesel unweit östlich der Bundesstraße 11 am Tausendbach.

## Geschichte
Im Jahr 1332 bereitete Propst Friedrich Röschl von Kloster Rinchnach hier den Platz für 17 Güter, seit 1582 sind 14 Gutsinhaber überliefert. In alten Büchern wird der Ort immer Berndtszell geschrieben, was nach Meinung eines Niederaltaicher Chronisten als „Bernhardszelle“ zu erklären ist. In der Landtafel 12 des Philipp Apian von 1568 ist es als Berenzell eingetragen.
Im Jahr 1821 wurde die Gemeinde Bärnzell gegründet. Das Gemeindegebiet umfasste die Dörfer Bärnzell, Griesbach und Zwieselberg sowie den 1848 angelegten Weiler Glasberg. Seit 1867 besitzt Bärnzell eine Dorfkapelle mit Glocke. Auf dem Altar befindet sich ein Mariahilfbild.
Am 1. Oktober 1930 erfolgte die Gründung der Freiwilligen Feuerwehr Bärnzell. Bei der von 1966 bis 1973 durchgeführten Flurbereinigung verringerte sich die Zahl der Flurstücke von 1082 auf 666, die Durchschnittsgröße stieg von 0,66 auf 1,07 Hektar. Am TAg der Volkszählung 1970 hatte die Gemeinde die vier Orte Bärnzell, Glasberg, Griesbach und Zwieselberg und 673 Einwohner. Im Zuge der Gemeindegebietsreform kam die 1.250 Hektar umfassende Gemeinde Bärnzell am 1. Mai 1978 mit 652 Einwohnern zur Stadt Zwiesel.
Im Südosten lag 700 Meter hoch am Hang der Leitenwaldhöhe ein markanter Einödhof. Der Leithenbauernhof, zu dem 28 Tagewerk Grund gehörten, wurde 1850 von der Familie Schopf errichtet, die bis 1919 den Hof bewohnte. Der nächste Besitzer war durch Heirat über 30 Jahre Hans Kufner, und von 1950 bis 1959 gehörte das Anwesen der Familie Denk. Dann diente das Gebäude bis zum Abriss im Jahr 1984 der Freiwilligen Feuerwehr Zwiesel als Feierabendwohnheim. Neben der Landwirtschaft hat für Bärnzell auch der Agrotourismus Bedeutung.

## Persönlichkeiten
- Franz Bernreiter (* 1954), Biathlet und Biathlontrainer

## Vereine
- Eisstockclub Bärnzell
- Freiwillige Feuerwehr Bärnzell
- Leithenwaldschützen